# Desa Sukamurni (administrativ by i Indonesien, lat -7,34, long 107,90)
Desa Sukamurni är en administrativ by i Indonesien.   Den ligger i provinsen Jawa Barat, i den västra delen av landet, 170 km sydost om huvudstaden Jakarta.